# کورجو
کورجو (به ایتالیایی: Correggio, Emilia-Romagna) یک کومونه در ایتالیا است که در استان رجو امیلیا واقع شده‌است.

## خصوصیات
کورجو ۷۷ کیلومترمربع مساحت و ۲۱٬۹۱۸ نفر جمعیت دارد و ۳۳ متر بالاتر از سطح دریا واقع شده‌است.

## نگارخانه

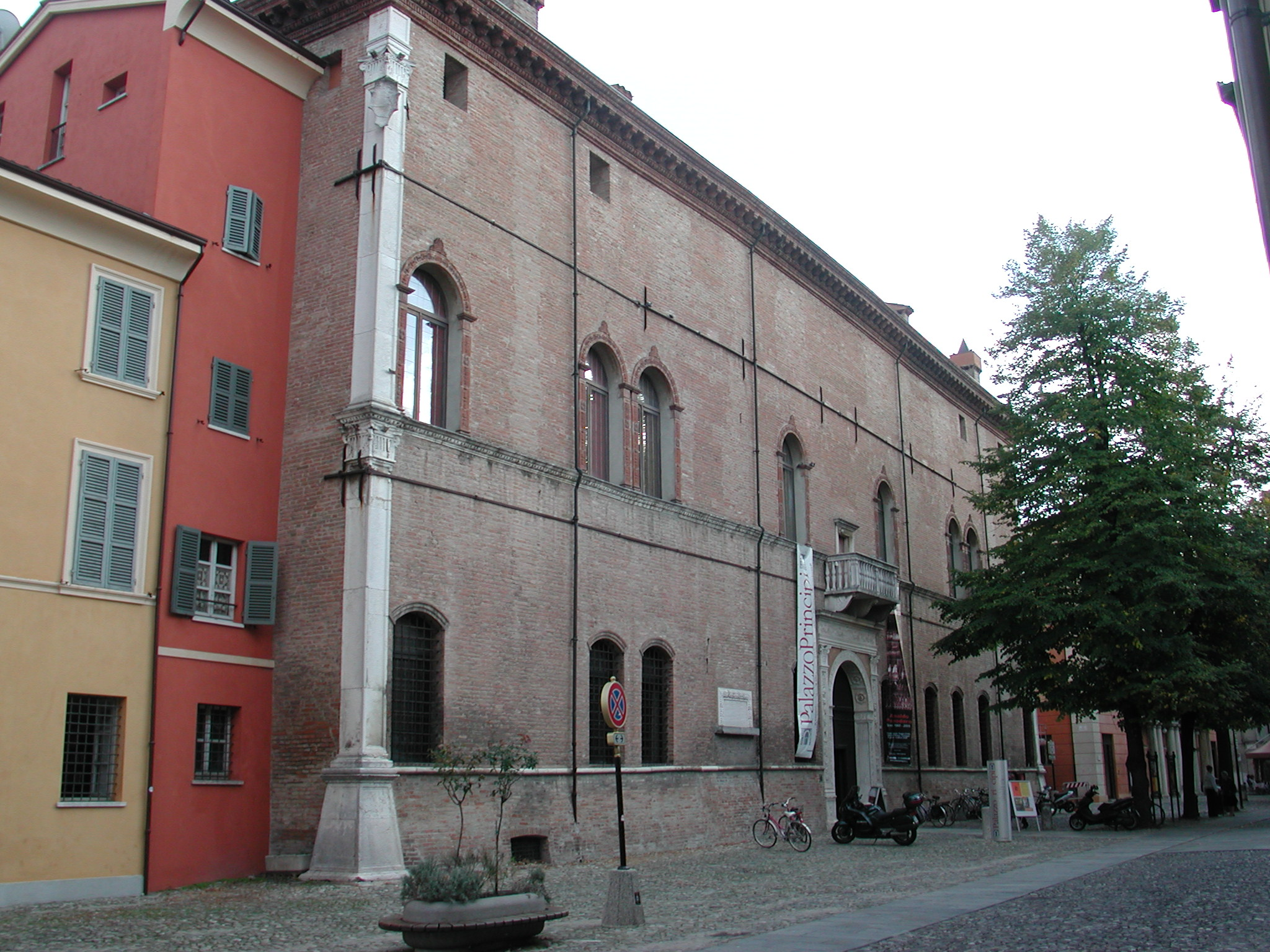
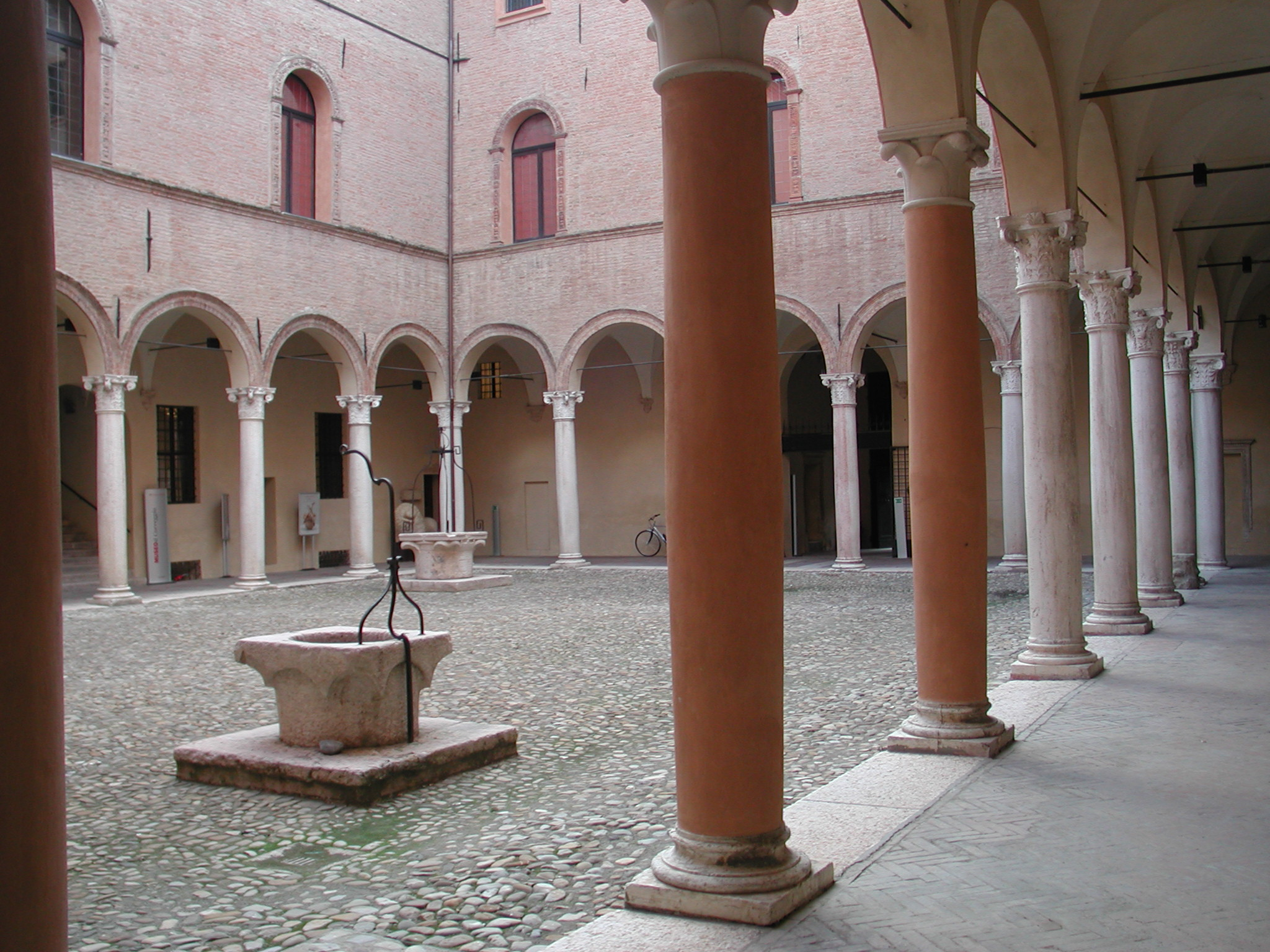
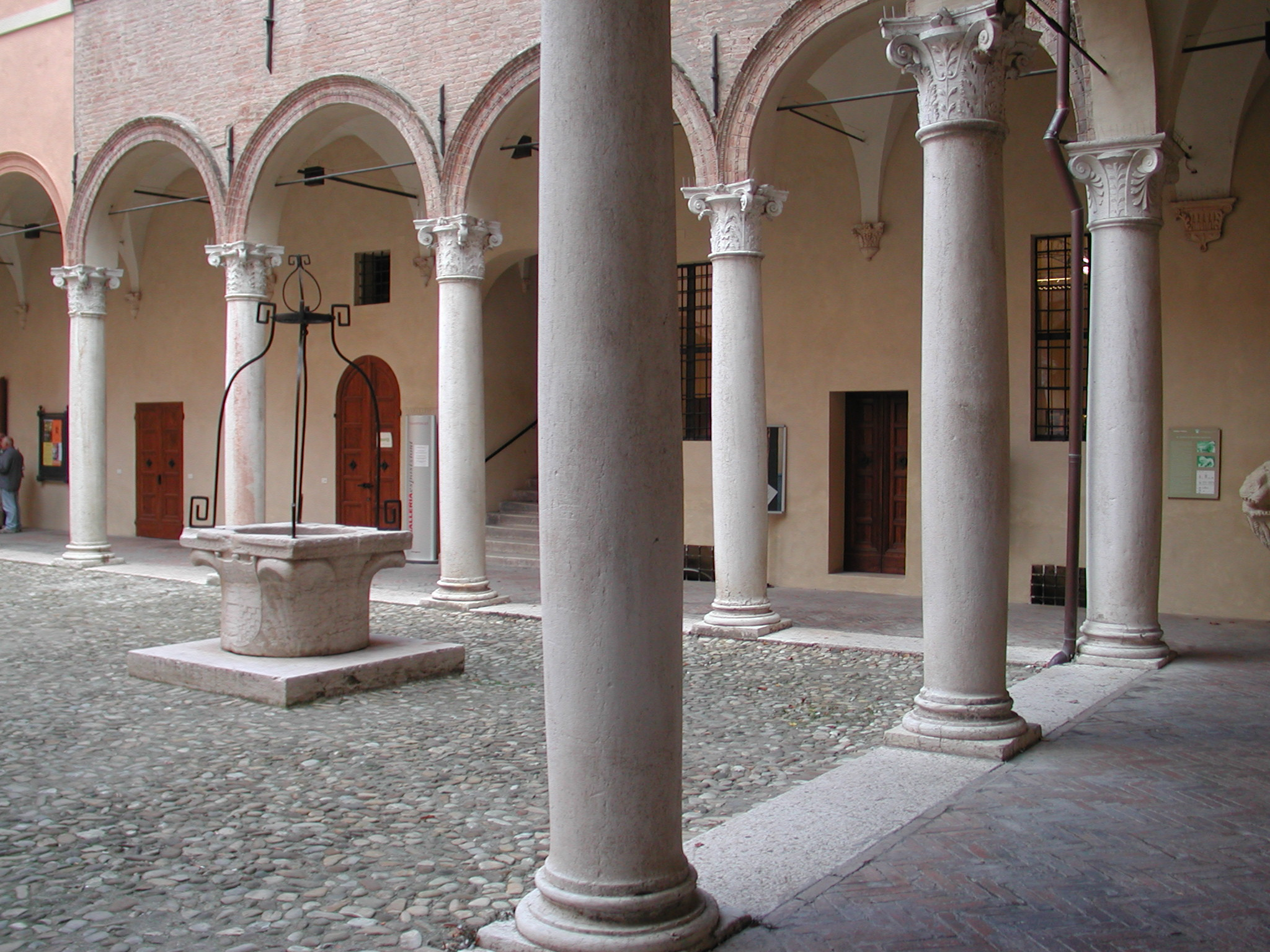
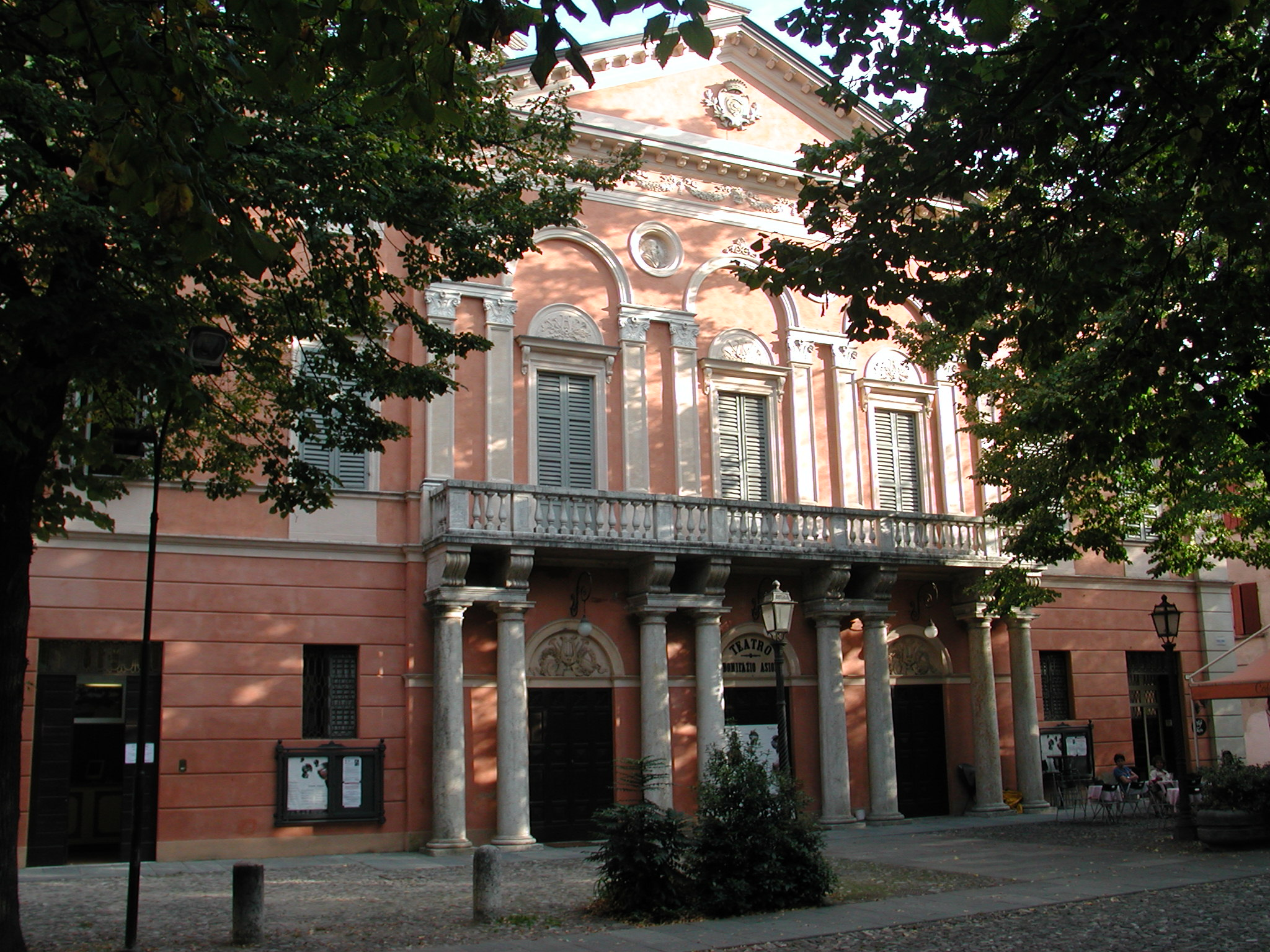
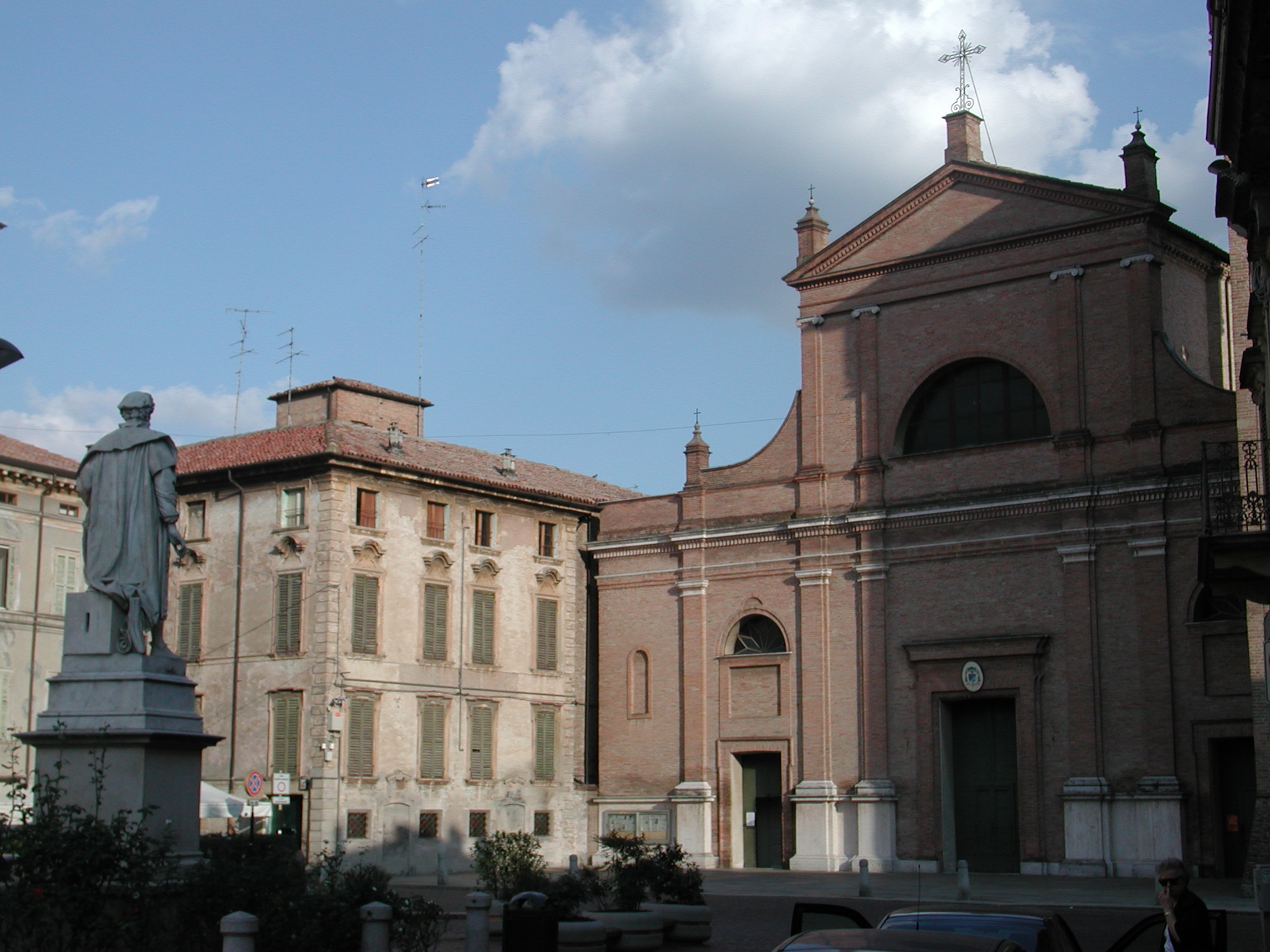
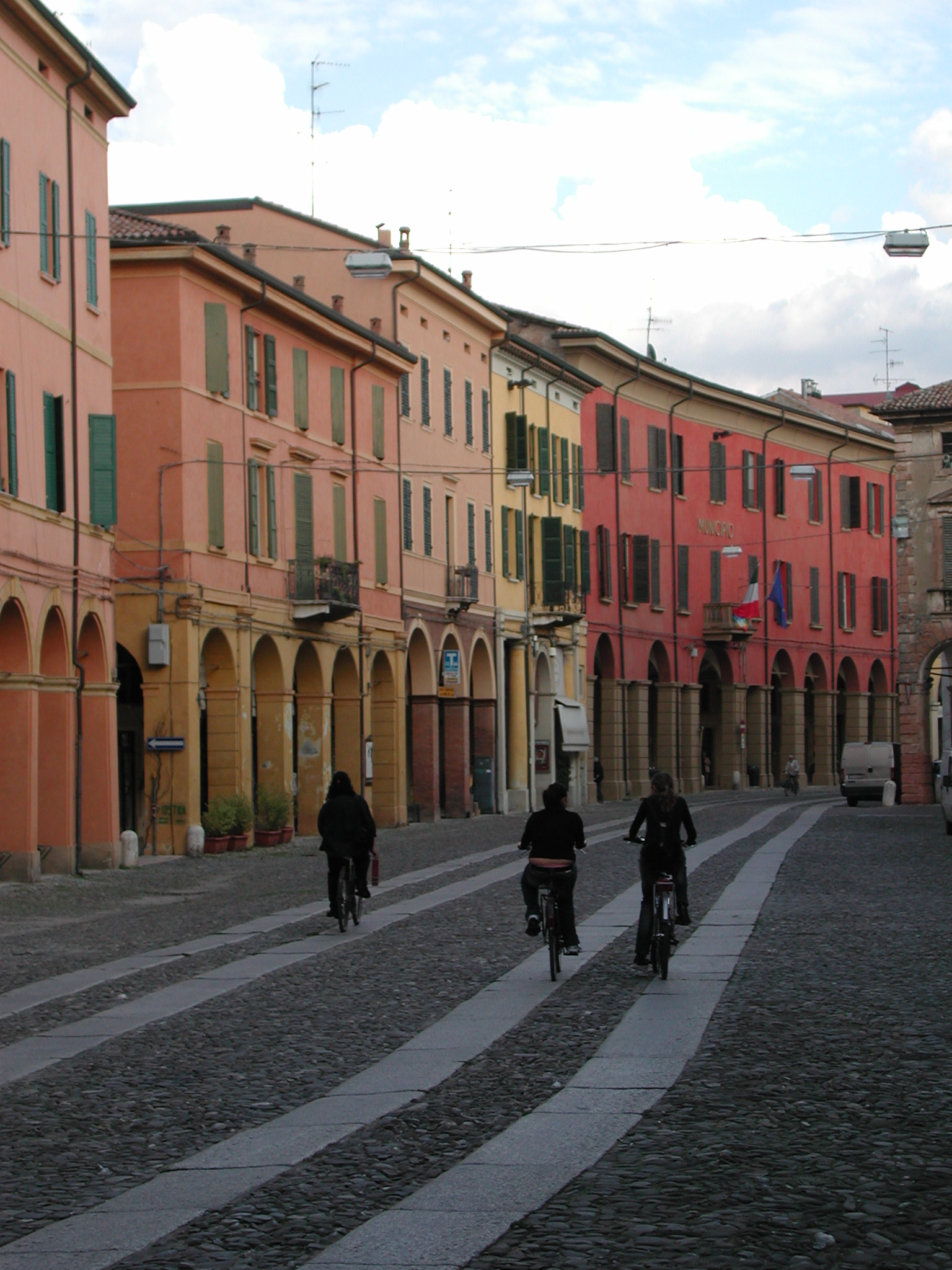
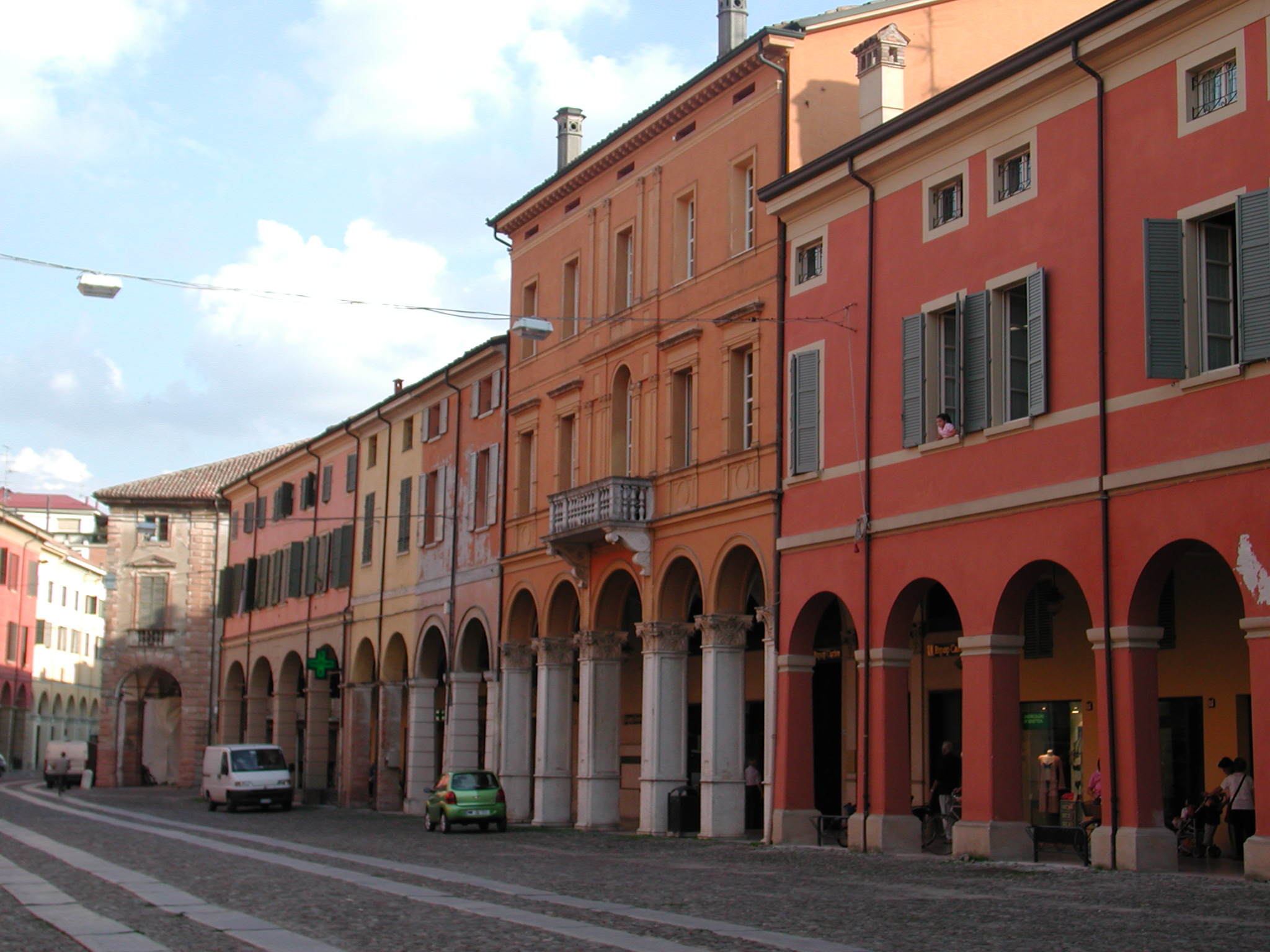
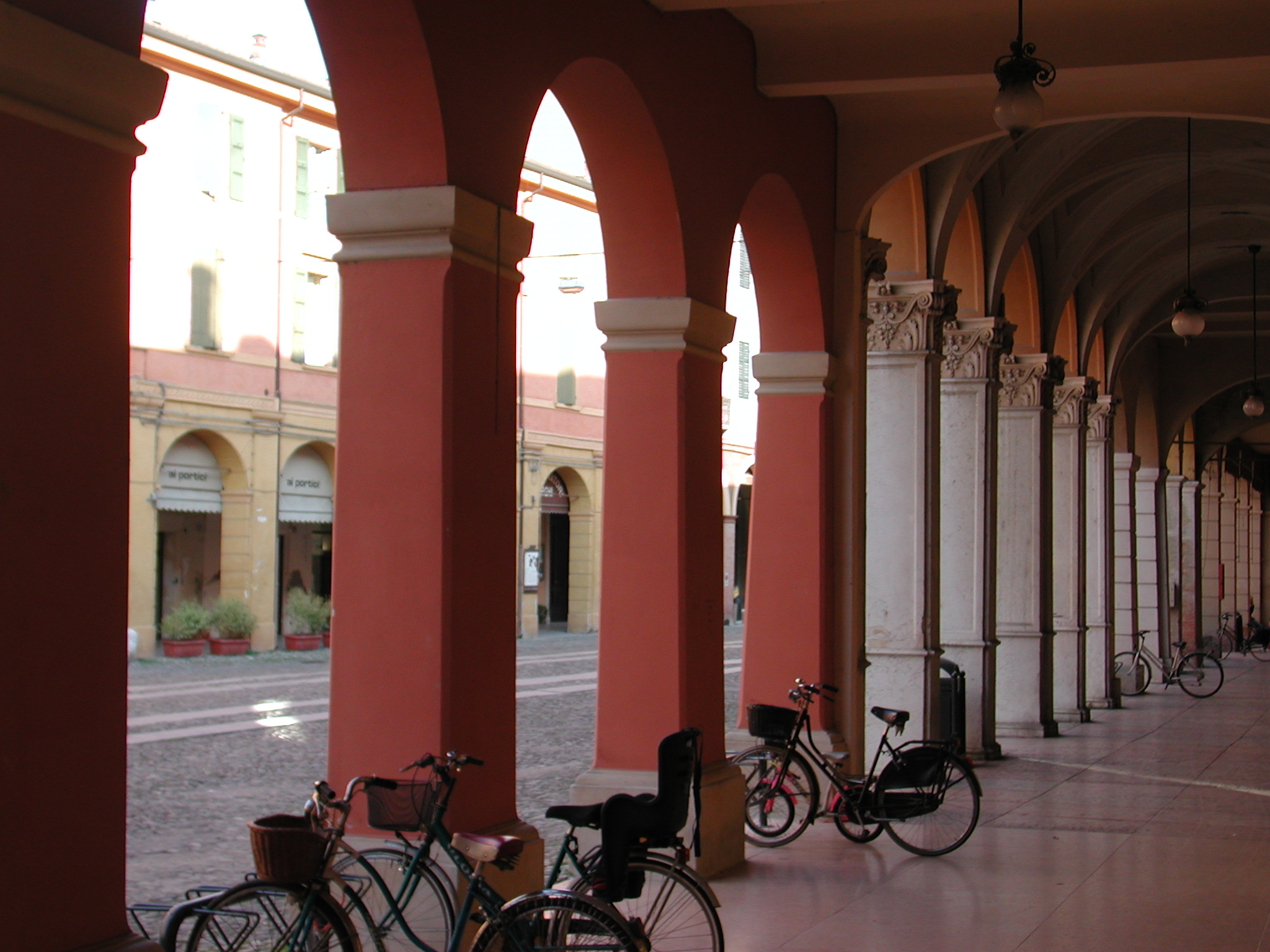